# Ping Pong (Momus)
| Recensione | Giudizio |
| ---------- | -------- |
| AllMusic   | [ 1 ]    |

Ping Pong è un album in studio del cantautore scozzese Momus, pubblicato nel 1997. È stato definito il punto d'inizio dello stile "barocco analogico" dell'artista.

## Lista delle tracce
1. Ping Pong with Hong Kong King Kong (a Sing Song) - 0:49
2. His Majesty the Baby - 4:22
3. My Pervert Doppelganger - 4:31
4. I Want You, But I Don't Need You - 4:45
5. Professor Shaftenberg - 3:33
6. Shoesize of the Angel - 6:32
7. The Age of Information - 4:36
8. The Sensation of Orgasm - 3:51
9. Anthem of Shibuya - 4:00
10. Lolitapop Dollhouse - 4:08
11. Tamagotchi Press Officer - 2:19
12. Space Jews - 3:58
13. My Kindly Friend the Censor - 3:52
14. The Animal That Desires - 7:04
15. How to Get - And Stay - Famous - 7:36
16. 2PM - 5:56